# デュピュイトラン拘縮
デュピュイトラン拘縮（デュピュイトランこうしゅく、英: Dupuytren's contracture）とは、整形外科学疾患で手掌腱膜の瘢痕化により指の屈曲拘縮をおこす疾患である。名前は発見者であるフランスの解剖学者、軍外科医であるギヨーム・デュピュイトランに由来する。

## 概要
中年男性に多く、進行性の病態であり、中指、環指、薬指のMP関節、PIP関節に屈曲拘縮を認める。両側性の発症が多い(40%～50%)。通常、痛みはあまりない。自然には回復せず、また進行が速いケースもある。

## リスク因子
- 糖尿病[3]
- 家族歴 - 60%～70%の人にデュピュイトラン拘縮の遺伝的傾向をもつ[4]
- ロッククライマー
- アルコール依存症[5]

## 治療
保存療法は無効で、肥厚した手掌腱膜を切開、切除する。